# Ontología desde América Latina
Ontología desde América Latina es un proyecto de investigación y una tarea propia del Pensar Filosófico Latinoamericano.

## Semillas
El problema del ser, tan clásico en Filosofía, también ha sido pensado desde el contexto latinoamericano. Dan cuenta de ello algunas lenguas aborígenes, algunos aportes de Maestros de metafísica en época de la Colonia, y algunos pensadores en el siglo XX: José Vasconcelos, Juan David García Bacca, Agustín Basave, y Rodolfo Kusch, entre otros.
Actualmente, lidera este proyecto el Grupo de Investigación Tlamatinime sobre Ontología Latinoamericana de la Universidad Santo Tomás (Bogotá, Colombia), la Universidad Nacional de General Sarmiento (Buenos Aires, Argentina) y la Universidad Ricardo Palma (Lima, Perú).
La pregunta que motiva esta investigación es la clásica pregunta de la Metafísica: ¿Qué es el ser?, pregunta que ha recorrido toda la historia de la filosofía desde los griegos hasta nuestros días. No es una pregunta antropológica puesto que no se pregunta por el ser humano (de ello se encarga la Antropología filosófica).
Hay abundante bibliografía que ratifica lo que se ha hecho en Ontología desde América Latina, desde nuestros antepasados indígenas hasta hoy día.
Metafísica indígena
Uno de los primeros autores que no duda en considerar la profundidad del pensamiento nativo en América Latina es Miguel León-Portilla. Y es precisamente de él "Ideas metafísicas y teológicas de los nahuas", capítulo III de La filosofía náhuatl, en el que muestra las ideas trascendentales de estos indígenas centroamericanos alcanzando a vislumbrar una comprensión también ontológica. Hoy en día, con los estudios de diversas lenguas indígenas, se puede evidenciar en algunas de ellas hasta dónde se puede hablar de una ontología indígena.
Metafísica y ontología en la Colonia
Los tratados acerca del problema del ser en la Colonia latinoamericana no han sido estudiados suficientemente. Mauricio Beuchot ha estudiado algunos manuscritos de la Nueva España (México), y en Colombia si apenas se han hecho dos avances al respecto. Sin embargo, en estos estudios se ha logrado evidenciar que lo enseñado por los frailes no era mera repetición escolástica, al decir ingenuo de algunos, sino que hay novedades y aportes que valen la pena ser estudiados detenidamente.
Aproximaciones actuales al problema del ser
Quien lidera la actual investigación sobre el problema del ser es el ya nombrado Grupo de Investigación Tlamatinime sobre Ontología Latinoamericana, con proyectos como: "El problema del tiempo en el pensamiento aymara: aproximación a una ontología andina", "Hacia una ontología quechua: el manuscrito de Pachacuti", "Lo melódico del estar-siendo latinoamericano", "Metafísica en la obra filosófica de Ignacio Ellacuría", "Hacia la ontología del estar", entre otros.